# Nicolas Estgen

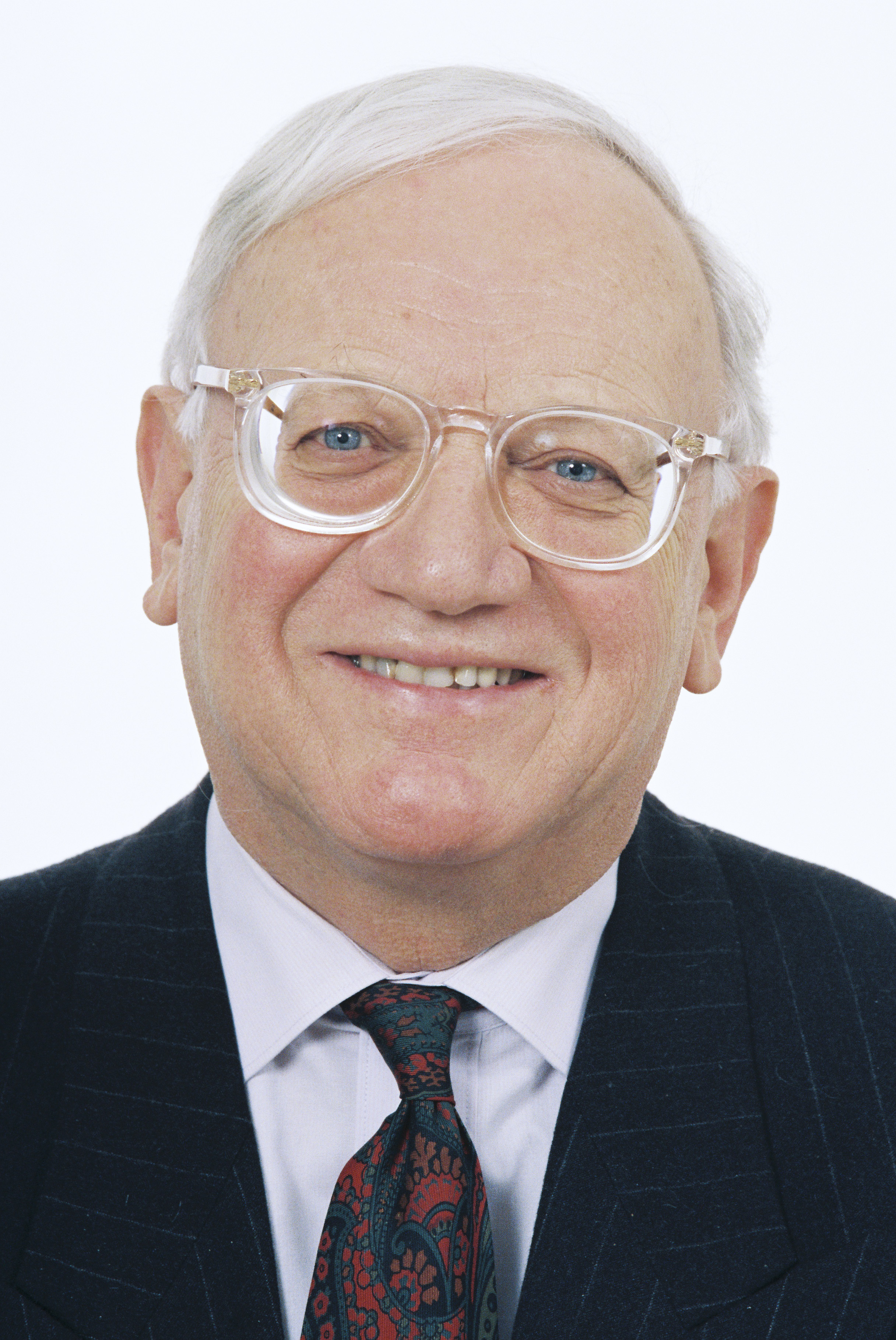
Nicolas Estgen, 1989

Nicolas Estgen (* 28. Februar 1930 in Düdelingen; † 26. Dezember 2019) war ein luxemburgischer Politiker der Christlich Sozialen Volkspartei (CSV), der unter anderem zwischen 1979 und 1994 Mitglied des Europäischen Parlaments war.

## Leben
Nach dem Schulbesuch studierte Estgen Psychologie und Philosophie am Centre Universitaire de Luxembourg sowie an der Sorbonne und schloss dieses Studium mit einem Diplom ab. Anschließend war er als Lehrer sowie als Rektor der Hotelfachschule Alexis Heck in Diekirch tätig.
Später begann Estgen, der auch Vorsitzender der Bewegung für Familie und Volksaktion (Action Familiale et Populaire) war, seine politische Laufbahn in der CSV und wurde als deren Kandidat zum Mitglied der Chambre des Députés (Abgeordnetenkammer) gewählt. Er war zeitweise Mitglied des Vorstandes und des Präsidiums der CSV sowie einige Zeit Vorsitzender des Ausschusses der CSV für internationale Beziehungen und Europaangelegenheiten.
1979 wurde Estgen zum Mitglied des Europäischen Parlaments gewählt und gehörte diesem während der ersten, zweiten und dritten Wahlperiode bis 1994 an. Während dieser Zeit war er von 1982 bis 1984 zunächst Vizepräsident des Europäischen Parlaments, und danach zwischen 1984 und 1987 stellvertretender Vorsitzender der Fraktion der Europäischen Volkspartei, ehe er von 1992 bis 1994 abermals Vizepräsident des Europäischen Parlaments war. Daneben war er zeitweise auch Mitglied im erweiterten Präsidium der Europäischen Volkspartei (EVP).
Estgen, der auch als Redakteur der Familienseite der Tageszeitung Luxemburger Wort arbeitete, war außerdem Honorarkonsul von Burundi und wurde mehrfach für seine politischen Verdienste ausgezeichnet. Er erhielt unter anderem das Ritterkreuz des Verdienstorden des Großherzogtums Luxemburg und des Orden der Eichenkrone.